# Tahchin
El tahchin (en persa: ته‌چین‎) es un plato de la cocina iraní que corresponde a un tipo de pastel de arroz horneado. Los ingredientes de este plato incluyen arroz, yogur, azafrán y huevo. Además, suele incluir filetes de pollo, pero puede ser reemplazado con vegetales, pescado o carne de res, según las preferencias del cocinero. 
El tahchin suele estar formado por una parte de tahdig (capa tostada de arroz) que incluye los filetes de pollo, el azafrán y otros ingredientes que se cocinan al fondo de la olla. A ellos se le suele agregar una parte de arroz blanco, aunque algunos restaurantes no lo incluyen.